# Brug 534
Brug 534 is een vaste brug in het Amsterdamse Bos, vallend onder de gemeente Amstelveen, maar in beheer bij Gemeente Amsterdam.
Deze houten voetbrug bestaat uit twee helften, die als bij een wipbrug op elkaar aansluiten. Echter brug 534 is een vaste brug, waarbij de twee helften ondersteund worden door een brugpijler in het midden van de watergang. De brug ligt net als brug 533 in een deels onverhard voetpad nabij het doolhof en de geitenboerderij. De brug werd rond 1937 ontworpen door architect Piet Kramer van de Dienst der Publieke Werken. Binnen zijn oeuvre in het bos zijn er bouten, bakstenen en betonnen bruggen. Deze relatief kleine brug is geheel van hout. Ze heeft qua uiterlijk broertjes in brug 533, brug 535 en brug 528. Ze stammen alle vier uit dezelfde periode van bouwen, maar verschillen op detailniveau. De vier bruggen delen een soortgelijke overspanning en pylonen (met houtbewerking bovenin) in het midden, maar de bovenbouw van brug 534 verschilt dan weer van de andere drie. Qua balusters heeft brug nog wel een zelfde uiterlijk, behalve dat ze hier wit geschilderd zijn. De kleinere eindbalusters zijn voorzien van rode kapjes (diamantmotief); deze kapjes zijn verder te zien op de pylonen en 90 graden gedraaid op de jukken. Daar waar bruggen 528 en 533 voor de balustraden en leuningen balken en planken hebben, zijn hier alleen balken toegepast; de bovenste zijn daarbij korter dan de onderste. Geleidestroken naar de brug waren hier niet nodig, want de brug is net zo breed als het voetpad.

## Culturele waarde
In 1999 werden alle bruggen in het Amsterdamse Bos door MTD Landschapsarchitecten in opdracht van de gemeente onderzocht op hun cultureel belang. Zij constateerden voor brug 534:
- in combinatie met de andere drie bruggen onderdeel van de bosrandroute
- eenheid in houten dek en leuningen
- de verticale pylonen markeren de brug als geheel
- karakteristieke houtverbindingen
- overhoekse aansluiting op voetpaden.

Minpunten vond ze de onopvallende ligging vanwege de bruine kleur die de brug toen had. Toch vonden ze een waardevol exemplaar binnen het oeuvre van Kramer in het bos.
Amstelveen benoemde in 2003 de brug 534 tot gemeentelijk monument. De brug is dan zwart/wit.

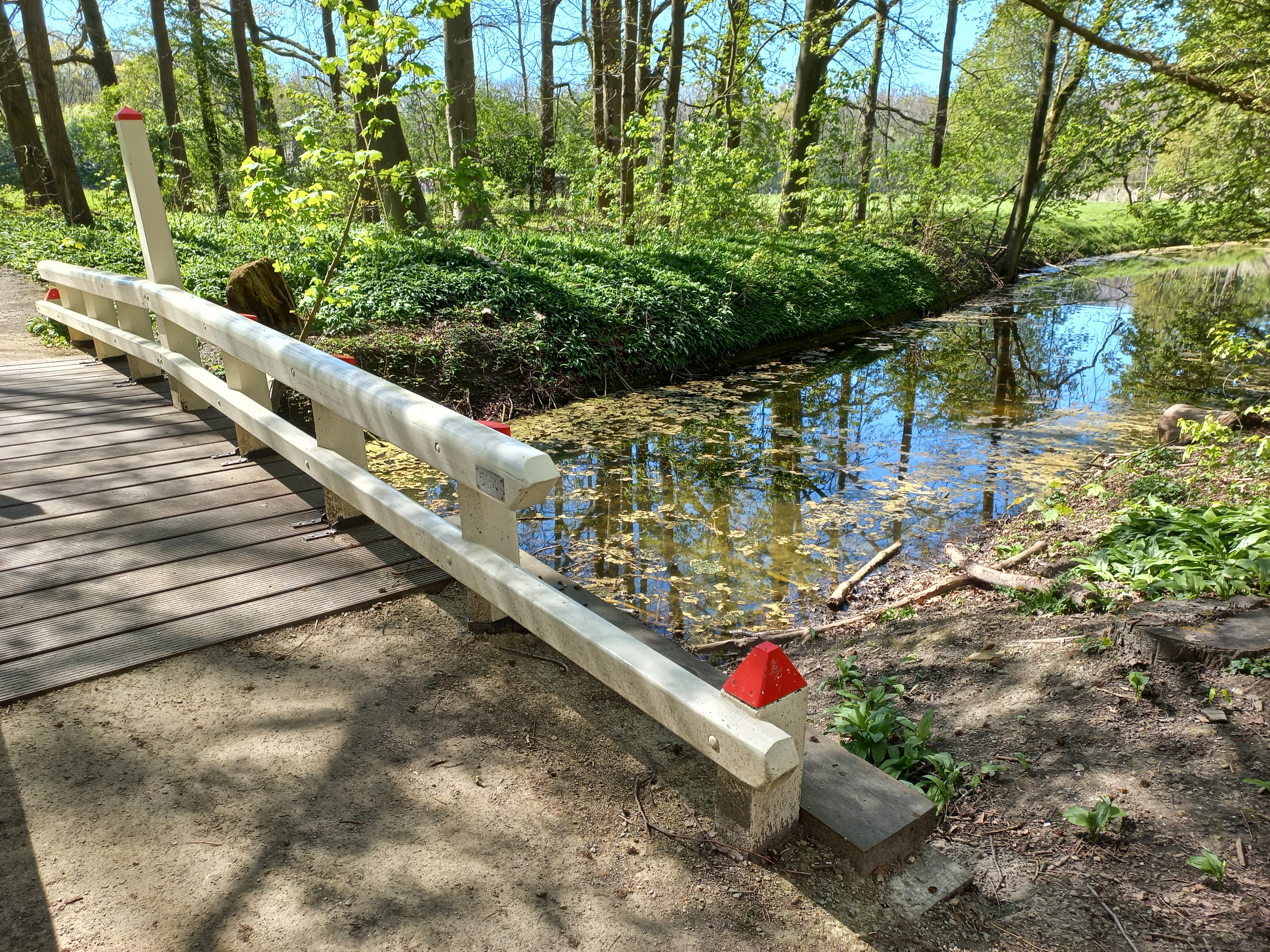
Leuningwerk van brug 534 (april 2022)

<<< · 500 · 501 ·  503 · 504 · 505 · 506 · 507 · 508 · 509 · 510 · 511 · 512 · 513 · 514 · 515 · 516 · 517 · 518 · 519 · 520 · 521 · 522 · 523 · 525 · 526 · 527 · 528 · 530 · 531 · 532 · 533 · 534 · 535 · 536 · 537 · 538 · 539 · 540 · 541 · 542 · 543 · 544 · 545 · 546 · 547 · 548 · 549 · 550 · 551 · 552 · 553 · 554 · 555 · 556 · 557 · 558 · 559 · 560 · 561 · 562 · 563 · 564 · 565 · 566 · 567 · 569 · 571 · 572 · 573 · 575 · 577 · 578 · 580 · 581 · 582 · 583 · 584 · 586 · 587 · 589 · 590 · 591 · 592 · 593 · 594 · >>>
Brugnummers 502, 524, 529, 568, 570, 574, 576, 579, 585, 588, 595, 596, 597, 598, 599 zijn niet (meer) vergeven.